# Teoria wszystkiego
Teoria wszystkiego (TW) (ang. theory of everything, ToE) – hipotetyczna teoria opisująca w sposób spójny wszystkie zjawiska fizyczne i pozwalająca przewidzieć wynik dowolnego doświadczenia fizycznego. Współcześnie tym zwrotem określa się zwykle teorie usiłujące połączyć mechanikę kwantową z ogólną teorią względności. Jak do tej pory żadna z takich teorii nie została eksperymentalnie potwierdzona. Głównym problemem okazały się fundamentalne różnice w sposobie sformułowania tych dwóch teorii, które powodują przy ich łączeniu pojawianie się problemów renormalizacji, gdy przewidywane wyniki pewnych pomiarów mają nieskończone wartości. Dodatkowo istnieje wiele problemów, których żadna z tych teorii nie rozwiązuje.
Obecnie najbardziej zaawansowaną teorią pretendującą do miana TW jest opierająca się na zasadzie holograficznej, 11-wymiarowa M-teoria. Nie jest ona jeszcze dopracowana i przez wielu uważana jest raczej za kierunek rozwoju niż faktyczną teorię.

## Historia
W 1814 roku Pierre Simon de Laplace opublikował pracę, w której argumentował, że wystarczająco inteligentna istota, znająca położenie i prędkość wszystkich cząstek w danym momencie, oraz znająca wszystkie prawa fizyki, przewidziałaby każde zdarzenie w przeszłości i przyszłości.

Umysł, który w danym momencie znałby wszystkie siły natury i położenie wszystkich obiektów z których natura jest zbudowana, gdyby był ponadto wystarczająco potężny aby móc te dane przeanalizować, mógłby jednym wzorem opisać ruch największych ciał niebieskich i najmniejszych atomów. Dla takiego umysłu nic nie byłoby niewiadomym i całą przyszłość i przeszłość miałby przed swymi oczyma.

Idea ta znana jest dziś jako demon Laplace’a. Współcześnie wiemy, że idea ta nie ma praktycznego zastosowania, bo przewidzenie zachowania nawet prostego układu i z daną pełną wiedzą na temat sił w nim działających może być bardzo skomplikowane (patrz problem n ciał i teoria chaosu). Dodatkowo mechanika kwantowa sugeruje, że rzeczywistość jest niedeterministyczna. Jako eksperyment myślowy, idea ta pokazuje jednak jakie możliwości mogłaby dawać TW.

### Od starożytności do Einsteina
Od starożytności filozofowie spekulowali, że obserwowana różnorodność świata ukrywa jednorodność praw nim rządzących i że lista sił nim kierujących może być krótka, być może zawierająca tylko jedną siłę. Pogląd ten przejęli później zwolennicy mechanicyzmu, utrzymujący że wszystkie oddziaływania powinny być sprowadzone do jednej siły, najlepiej działającej tylko pomiędzy bezpośrednio stykającymi się cząstkami. Ograniczenie do lokalnie działających sił zostało zarzucone po powszechnym zaakceptowaniu działającej na duże odległości grawitacji w teorii Isaaca Newtona. Jednocześnie teoria grawitacji była dużym osiągnięciem mechanicyzmu, ujednolicając pozornie różne oddziaływania: przyciąganie ziemskie opisane przez Galileusza, prawa Keplera ruchu planet i zjawiska pływów morskich.
W 1820 roku Hans Christian Ørsted odkrył powiązanie między elektrycznością i magnetyzmem, rozpoczynając serię badań uwieńczonych opracowaniem przez Maxwella teorii elektromagnetyzmu. W tym samym czasie eksperymentatorzy zbierali coraz więcej dowodów na to, że wiele powszechnie występujących sił: nacisk, sprężystość, lepkość, tarcie, ciśnienie itp. – jest powodowana przez to samo elektrostatyczne oddziaływanie pomiędzy cząstkami materii. W latach 20. XX wieku mechanika kwantowa pokazała, że wiązania chemiczne pomiędzy atomami można opisać jako przejaw kwantowych zjawisk elektromagnetycznych, co wedle słów Diraca oznaczało, że „podstawowe prawa fizyczne, potrzebne do matematycznego opisania większości fizyki i całości chemii, są już całkowicie poznane”.
Próby zunifikowania grawitacji z elektromagnetyzmem rozpoczął już Michael Faraday w eksperymentach w połowie XIX wieku.
Po opracowaniu przez Alberta Einsteina ogólnej teorii względności w 1915 roku, od razu próbowano połączyć ją z elektromagnetyzmem w jedną teorię. W tym czasie wydawało się prawdopodobne, że żadne inne oddziaływania podstawowe nie istnieją. Ważny wkład w łączenie tych teorii wnieśli Gunnar Nordström, Hermann Weyl, Arthur Eddington, Theodor Kaluza, Oskar Klein oraz sam Einstein ze współpracownikami, szczególnie w jego ostatnich latach życia. Ostatecznie próby te skończyły się niepowodzeniem.

### Kolejne odkrycia
Poszukiwania spójnej teorii przerwało odkrycie silnych i słabych oddziaływań jądrowych, które nie były przejawami ani grawitacji ani elektromagnetyzmu. Przez lata wydawało się, że grawitacji nie da się w ogóle uwzględnić w kwantowym paradygmacie bez doprowadzania do sprzeczności. Dlatego naukowcy w XX wieku skupili się bardziej na zrozumieniu trzech „kwantowych” oddziaływań: elektromagnetycznego, słabego i silnego. Pierwsze dwa udało się zunifikować w teorię oddziaływań elektrosłabych, opracowaną w 1968 roku.
W kolejnych latach zaproponowano kilka teorii wielkiej unifikacji (GUT), które by unifikowały je również z oddziaływaniami silnymi. Teorie te są wciąż spekulatywne i w obowiązującym współcześnie Modelu Standardowym, oddziaływania silne i elektrosłabe są opisywane oddzielnie, nie jako przejaw tej samej siły. Choć najprostsze z tych teorii zostały wykluczone eksperymentalnie, ogólna idea, w szczególności w połączeniu z supersymetrią, jest powszechnie akceptowana przez fizyków.

## Współczesna fizyka
Współcześnie wiadomo, że TW musiałaby w szczególności ujednolicić cztery oddziaływania podstawowe. Ponieważ słabe oddziaływanie przekształca cząstki elementarne, taka teoria musiałaby też opisywać jakie typy cząstek istnieją i jak oddziałują. Jeśli uda się połączyć oddziaływania słabe z silnymi, a następnie z grawitacją, drzewo teorii będzie miało następującą postać:
|  |  |            |            |            |            |            |            | Teoria wszystkiego        |                           |                           |                           |                           |                           |                            |                            |                            |                            |                            |                            |                     |                     |                                          |                                          |                                          |                                          |                                          |                                          |                         |                         |                         |                         |                         |                         |           |           |           |           |           |           |  |  |  |  |
|  |  |            |            |            |            |            |            |                           |                           |                           |                           |                           |                           |                            |                            |                            |                            |                            |                            |                     |                     |                                          |                                          |                                          |                                          |                                          |                                          |                         |                         |                         |                         |                         |                         |           |           |           |           |           |           |  |  |  |  |
|  |  | Grawitacja | Grawitacja | Grawitacja | Grawitacja | Grawitacja | Grawitacja |                           |                           |                           |                           |                           |                           | Teoria wielkiej unifikacji | Teoria wielkiej unifikacji | Teoria wielkiej unifikacji | Teoria wielkiej unifikacji | Teoria wielkiej unifikacji | Teoria wielkiej unifikacji |                     |                     |                                          |                                          |                                          |                                          |                                          |                                          |                         |                         |                         |                         |                         |                         |           |           |           |           |           |           |  |  |  |  |
|  |  | Grawitacja | Grawitacja | Grawitacja | Grawitacja | Grawitacja | Grawitacja |                           |                           |                           |                           |                           |                           | Teoria wielkiej unifikacji | Teoria wielkiej unifikacji | Teoria wielkiej unifikacji | Teoria wielkiej unifikacji | Teoria wielkiej unifikacji | Teoria wielkiej unifikacji |                     |                     |                                          |                                          |                                          |                                          |                                          |                                          |                         |                         |                         |                         |                         |                         |           |           |           |           |           |           |  |  |  |  |
|  |  |            |            |            |            |            |            |                           |                           |                           |                           |                           |                           |                            |                            |                            |                            |                            |                            |                     |                     |                                          |                                          |                                          |                                          |                                          |                                          |                         |                         |                         |                         |                         |                         |           |           |           |           |           |           |  |  |  |  |
|  |  |            |            |            |            |            |            | Oddziaływanie silne SU(3) | Oddziaływanie silne SU(3) | Oddziaływanie silne SU(3) | Oddziaływanie silne SU(3) | Oddziaływanie silne SU(3) | Oddziaływanie silne SU(3) |                            |                            |                            |                            |                            |                            |                     |                     | Oddziaływanie elektrosłabe SU(2) x U(1)Y | Oddziaływanie elektrosłabe SU(2) x U(1)Y | Oddziaływanie elektrosłabe SU(2) x U(1)Y | Oddziaływanie elektrosłabe SU(2) x U(1)Y | Oddziaływanie elektrosłabe SU(2) x U(1)Y | Oddziaływanie elektrosłabe SU(2) x U(1)Y |                         |                         |                         |                         |                         |                         |           |           |           |           |           |           |  |  |  |  |
|  |  |            |            |            |            |            |            | Oddziaływanie silne SU(3) | Oddziaływanie silne SU(3) | Oddziaływanie silne SU(3) | Oddziaływanie silne SU(3) | Oddziaływanie silne SU(3) | Oddziaływanie silne SU(3) |                            |                            |                            |                            |                            |                            |                     |                     | Oddziaływanie elektrosłabe SU(2) x U(1)Y | Oddziaływanie elektrosłabe SU(2) x U(1)Y | Oddziaływanie elektrosłabe SU(2) x U(1)Y | Oddziaływanie elektrosłabe SU(2) x U(1)Y | Oddziaływanie elektrosłabe SU(2) x U(1)Y | Oddziaływanie elektrosłabe SU(2) x U(1)Y |                         |                         |                         |                         |                         |                         |           |           |           |           |           |           |  |  |  |  |
|  |  |            |            |            |            |            |            |                           |                           |                           |                           |                           |                           |                            |                            |                            |                            |                            |                            |                     |                     |                                          |                                          |                                          |                                          |                                          |                                          |                         |                         |                         |                         |                         |                         |           |           |           |           |           |           |  |  |  |  |
|  |  |            |            |            |            |            |            |                           |                           |                           |                           |                           |                           |                            |                            | Oddziaływanie słabe        | Oddziaływanie słabe        | Oddziaływanie słabe        | Oddziaływanie słabe        | Oddziaływanie słabe | Oddziaływanie słabe |                                          |                                          |                                          |                                          |                                          |                                          | Elektromagnetyzm U(1)EM | Elektromagnetyzm U(1)EM | Elektromagnetyzm U(1)EM | Elektromagnetyzm U(1)EM | Elektromagnetyzm U(1)EM | Elektromagnetyzm U(1)EM |           |           |           |           |           |           |  |  |  |  |
|  |  |            |            |            |            |            |            |                           |                           |                           |                           |                           |                           |                            |                            | Oddziaływanie słabe        | Oddziaływanie słabe        | Oddziaływanie słabe        | Oddziaływanie słabe        | Oddziaływanie słabe | Oddziaływanie słabe |                                          |                                          |                                          |                                          |                                          |                                          | Elektromagnetyzm U(1)EM | Elektromagnetyzm U(1)EM | Elektromagnetyzm U(1)EM | Elektromagnetyzm U(1)EM | Elektromagnetyzm U(1)EM | Elektromagnetyzm U(1)EM |           |           |           |           |           |           |  |  |  |  |
|  |  |            |            |            |            |            |            |                           |                           |                           |                           |                           |                           |                            |                            |                            |                            |                            |                            |                     |                     |                                          |                                          |                                          |                                          |                                          |                                          |                         |                         |                         |                         |                         |                         |           |           |           |           |           |           |  |  |  |  |
|  |  |            |            |            |            |            |            |                           |                           |                           |                           |                           |                           |                            |                            |                            |                            |                            |                            |                     |                     | Elektryczność                            | Elektryczność                            | Elektryczność                            | Elektryczność                            | Elektryczność                            | Elektryczność                            |                         |                         |                         |                         |                         |                         | Magnetyzm | Magnetyzm | Magnetyzm | Magnetyzm | Magnetyzm | Magnetyzm |  |  |  |  |
|  |  |            |            |            |            |            |            |                           |                           |                           |                           |                           |                           |                            |                            |                            |                            |                            |                            |                     |                     | Elektryczność                            | Elektryczność                            | Elektryczność                            | Elektryczność                            | Elektryczność                            | Elektryczność                            |                         |                         |                         |                         |                         |                         | Magnetyzm | Magnetyzm | Magnetyzm | Magnetyzm | Magnetyzm | Magnetyzm |  |  |  |  |

Poza wyżej wymienionymi oddziaływaniami, współczesna kosmologia może wymagać teoretycznego opisu inflacji kosmologicznej, ciemnej energii i ciemnej materii, których natura nie jest dotychczas wyjaśniona.
Unifikacja elektrosłaba jest przykładem złamania symetrii: oddziaływanie elektromagnetyczne i słabe różnią się przy małych energiach, ponieważ cząstki przenoszące oddziaływanie słabe (bozony Z i W) mają masy około 100 GeV, podczas gdy foton przenoszący oddziaływanie elektromagnetyczne, nie ma masy. Przy wyższych energiach bozony W i Z mogą łatwo powstawać i ujawnia się jednolita natura tych dwóch oddziaływań. Teorie unifikacji zakładają, że podobne zjawisko dla oddziaływań silnych zachodzi przy energiach rzędu 1016 GeV (dla porównania, energia zderzeń w LHC jest rzędu 104 GeV). Analogicznie, unifikacja z grawitacją miałaby zachodzić blisko energii Plancka, około 1019 GeV.
Poszukiwanie TW może wydawać się przedwczesne, skoro teorie wielkiej unifikacji wciąż nie zostały potwierdzone. Wielu fizyków uważa jednak, że unifikacja jest możliwa, sugerując się historią upraszczania wcześniejszych teorii przez kolejne uogólnienia. Supersymetryczne wersje wielkiej unifikacji mają dodatkowo tę zaletę, że przewidują istnienie dużej ilości cząstek mogących stanowić ciemną materię. Ciemna energia i kosmologiczna inflacja również mogą być wkomponowane w te teorie (choć nie wydają się wynikać z nich samych). Z pewnością żadna z tych teorii nie jest jednak TW. Tak jak współcześnie uznawany Model Standardowy, są one kwantowymi teoriami pola i wymagają kontrowersyjnej techniki renormalizacji do uzyskiwana sensownych przewidywań. Sugeruje to, że są jedynie przybliżeniami i nie uwzględniają zjawisk mających znaczenie dopiero przy bardzo wysokich energiach. Ponadto, sprzeczności pomiędzy mechaniką kwantową i ogólną teorią względności oznaczają, że jedna albo obie te teorie muszą zostać zastąpione ogólniejszą, zawierającą w sobie grawitację kwantową.
Najbardziej znaną kandydatką na TW jest obecnie M-teoria. Współczesne badania nad pętlową grawitacją kwantową mogą również odegrać rolę w opracowywaniu TW, choć nie jest to ich głównym celem. W tych teoriach unika się problemu renormalizacji przez skwantowanie przestrzeni i wprowadzenie minimalnej możliwej odległości. Teorie strun i supergrawitacja (obie uważane za szczególne przypadki jeszcze niezdefiniowanej M-teorii) zakładają ponadto, że Wszechświat ma więcej wymiarów niż obserwowalne trzy przestrzenne i jeden czasowy. Taka idea pojawiła się po raz pierwszy w latach 20. XX wieku w Teorii Kaluzy-Kleina. Teoria ta pokazała, że zastosowanie ogólnej teorii względności do pięciowymiarowej przestrzeni (z czterema normalnymi wymiarami i jednym zwiniętym do mikroskopijnych rozmiarów) pozwala zunifikować teorię względności z elektromagnetyzmem. W podobny sposób dziś próbuje się, przez dodanie kolejnych wymiarów, uzyskać równania uwzględniające wszystkie znane oddziaływania. Dodatkowe wymiary pozwalają ponadto rozwiązać problem hierarchii, czyli pytanie o to, czemu grawitacja jest o tyle rzędów wielkości słabsza od pozostałych oddziaływań. Może to wynikać z faktu, że oddziaływanie grawitacyjne rozprasza się w dodatkowych wymiarach, a pozostałe oddziaływania nie.
W latach 90. XX wieku zauważono problem z kandydatami na TW (w szczególności z teorią strun), polegający na tym, że nie ograniczają one kluczowych parametrów Wszechświata. Przykładowo, wiele teorii kwantowej grawitacji może działać we Wszechświatach o dowolnej liczbie wymiarów i z dowolną stałą kosmologiczną. Nawet w standardowej dziesięciowymiarowej teorii strun dodatkowe wymiary mogą być zwinięte na gigantyczną liczbę sposobów (rzędu 10500 ), z których każdy odpowiada wszechświatowi o innych prawach fizycznych. Zbiór tych wszystkich teorii nazywany jest krajobrazem teorii strun.
Można spekulować, że w rzeczywistości istnieje olbrzymia liczba różnych Wszechświatów, ale tylko w niektórych rozwija się życie. Wtedy znane nam stałe fizyczne nie wynikają z jakiejś podstawowej teorii, ale są jedynie efektem zasady antropicznej – obserwujemy takie prawa, ponieważ inne uniemożliwiłyby nasze istnienie. Podejście to jest jednak często krytykowane jako wystarczająco elastyczne, żeby dopasować się do dowolnych danych obserwacyjnych. Tym samym nie pozwoli uzyskać żadnych użytecznych (falsyfikowalnych) przewidywań. Z tego powodu krytycy teorii strun traktują ją jako pseudonaukę, którą można ciągle dopasowywać do niezgodnych z nią wyników doświadczeń.

## Odniesienie do twierdzenia Gödla
Twierdzenie Gödla mówi, że każdy wystarczająco skomplikowany system logiczny jest albo wewnętrznie sprzeczny (można w nim udowodnić jakieś zdanie oraz jego zaprzeczenie), albo jest niekompletny (istnieją w nim trywialnie prawdziwe zdania, których nie da się dowieść). Stało się ono podstawą dyskusji nad możliwością opracowania kiedykolwiek TW.
Stanley Jaki w 1966 roku zauważył, że taka teoria musiałaby być złożoną i niesprzeczną matematyczną teorią, więc z konieczności musiałaby być niekompletna. Z drugiej strony, Jürgen Schmidhuber w 1997 zauważył, że twierdzenie to nie ma znaczenia nawet dla prostej, obliczalnej fizyki. W 2000 roku podał on przykłady wszechświatów całkowicie deterministycznych, dla których istnieją proste TW, ale pewne zjawiska są niemożliwe do przewidzenia. Douglas S. Robertson dał jako przykład grę w życie. Jej zasady są proste i w pełni znane, ale przewidzenie ewolucji dowolnych układów jest w ogólności nierozstrzygalnym problemem. Przez analogię można powiedzieć, że nawet jeśli uda się poznać pełny zbiór praw fizyki, najprawdopodobniej będą one wystarczająco złożone, aby przewidzenie na ich podstawie wyników wszystkich doświadczeń było niemożliwe.
Ponieważ jednak większość fizyków uznałaby taki zbiór praw za spełniający wymagania TW, uznają oni, że Twierdzenie Gödla nie ma dla niej znaczenia. Z drugiej strony, niektórzy wymagają od teorii podania nie tylko zestawu praw, ale również możliwości zrozumienia zachowania wszystkich fizycznych struktur. Stephen Hawking podał przykład hipotetycznych struktur fizycznych, których zachowanie zależy od własności liczb pierwszych, pokazując w ten sposób, że nie można oddzielać jednego problemu od drugiego. Ta różnica w definicji może tłumaczyć różnicę zdań pomiędzy badaczami.
Innym sposobem obejścia ograniczeń nakładanych przez Twierdzenie Gödla jest rezygnacja z modelowania rzeczywistości za pomocą systemów formalnych. Przykładem teorii usiłującej to zrobić jest fizyka procesowa, modelująca rzeczywistość przez czysto semantyczną, samoorganizującą się informację.

## Potencjalny status Teorii wszystkiego
Żadna współczesna teoria fizyczna nie jest uznawana za w pełni dokładną. Historia odkryć fizycznych jest współcześnie przedstawiana jako ciąg kolejnych przybliżeń, z których każde pozwalało jedynie zwiększyć dokładność przewidywań bądź objąć nimi szerszą grupę zjawisk. Dlatego wielu fizyków uważa, że błędem jest mylenie teoretycznych modeli fizycznych z prawdziwą naturą rzeczywistości i że ten ciąg przybliżeń nigdy nie osiągnie prawdy. Taką opinię przedstawił między innymi Einstein. W tym ujęciu, możemy jedynie liczyć na jakąś teorię spójnie ujmującą wszystkie obecnie znane oddziaływania, ale nie oczekiwać, że będzie to ostateczna teoria. Z drugiej strony, można też zauważyć, że choć matematyczna złożoność kolejnych teorii jest coraz większa, zawierają one coraz mniej dowolnych stałych fizycznych i proces ulepszania ich nie może trwać w nieskończoność.
Wewnątrz środowisk fizycznych toczy się filozoficzna dyskusja, czy TW mogłaby być określona jako prawdziwa natura rzeczywistości. Z jednej strony, twardy redukcjonizm twierdzi, że byłaby ona tą naturą, a wszystko inne we Wszechświecie byłoby tylko jej konsekwencją. Oponenci uważają, że inne, emergentne prawa należy uznać za równie istotne. Przykładowo druga zasada termodynamiki albo prawo doboru naturalnego, mimo że wynikają z podstawowych praw fizyki, mogłyby obowiązywać również w światach o zupełnie innej fizyce. Dlatego posługiwanie się podstawowymi prawami nie jest przydatne w opisywaniu zachowania złożonych układów. Ten pogląd z kolei jest krytykowany jako łamanie brzytwy Ockhama i wprowadzanie niepotrzebnych praw.
Choć określenie „Teoria wszystkiego” sugeruje determinizm w wyobrażeniu Laplace’a, jest to mylące wrażenie. Determinizm jest podważony przez losową naturę zjawisk kwantowych, przez wrażliwość na zakłócenia opisywane przez teorię chaosu i wreszcie przez matematyczną złożoność symulacji bardziej złożonych zjawisk. I tak, choć znany dziś Model Standardowy przewiduje w zasadzie wszystkie znane nie-grawitacyjne zjawiska, w praktyce bardzo niewiele ilościowych wyników zostało z niego w pełni wyprowadzonych (jak np. masy najprostszych hadronów). W dodatku nawet uzyskane w ten sposób wyniki są mniej dokładne niż uzyskane za pomocą eksperymentów. Istnieje duża szansa, że przyszła TW będzie jeszcze trudniejsza do zastosowania. Głównym motywem jej poszukiwania nie jest jednak dokładniejsze modelowanie rzeczywistości. O wiele ważniejszy jest fakt, że dotychczasowe sukcesy w tym kierunku często prowadziły do odkrycia jakościowo nowych zjawisk, z których niektóre miały wielkie znaczenie praktyczne (jak np. opracowanie i zastosowanie elektryczności czy radia). TW pozwoliłaby ponadto dokładnie określić zakres stosowalności i błędy prostszych, przybliżonych modeli, co miałoby wielkie znaczenie praktyczne.

## Literatura
- John D. Barrow, Theories of Everything: The Quest for Ultimate Explanation (OUP, Oxford, 1990) ISBN 0-099-98380-X
- George Gamow: Biografia fizyki. Barbara Wojtowicz-Natanson (tłum). Warszawa: Wiedza Powszechna, 1967. OCLC 878933859.
- Michał Heller: Wszechświat u schyłku stulecia. Kraków: Znak, 1994. ISBN 83-7006-348-9.
- Stephen Hawking The Theory of Everything: The Origin and Fate of the Universe (ISBN 1-893224-79-1)
- Stanley Jaki OSB, 2005. The Drama of Quantities. Real View Books (ISBN 1-892548-47-X)
- John Thompson "Watchmaker: The Undiscovered Miracle of Time". (Blackhall Publishing Ltd. Ireland, 2009) ISBN 1-84218-174-2
- "At War With Odds: The Theory of Everything" (Roads, 2009)
- Mariusz Szynkiewicz (2009), Teorie ostateczne w naukach przyrodniczych